# Капитан Гастингс
Капитан Артур Гастингс  (англ. Captain Arthur Hastings) — вымышленный литературный персонаж произведений знаменитой английской писательницы Агаты Кристи, партнер, помощник и лучший друг частного детектива бельгийца Эркюля Пуаро. Капитан Гастингс появляется во многих произведениях Агаты Кристи, где главным действующим лицом выступает Эркюль Пуаро, включая первое — «Загадочное происшествие в Стайлзе» и последнее — «Занавес».

## Литературные функции
В настоящее время образ Гастингса стойко ассоциируется с Пуаро; частично это вызвано тем, что многие из ранних серий телевизионного сериала «Пуаро Агаты Кристи» были сняты по рассказам, в большинстве которых появлялся капитан (например, «Загадочное происшествие в Стайлзе»). Для творчества Кристи, тем не менее, образ Гастингса имеет значительно меньшее значение. Он не стал героем двух наиболее знаменитых романов о Пуаро — «Смерть на Ниле» и «Убийство в Восточном экспрессе»; из пятнадцати романов о Пуаро, опубликованных с 1920 по 1937 год, он появляется менее чем в половине. Кроме того, при создании расширенной версии рассказа «Чертежи субмарины» (1923), который получил новое название «Невероятная кража» (1937), Кристи удалила персонаж Гастингса. 
Гастингс имеет яркое сходство с другом ещё одного великого детектива Шерлока Холмса — доктором Ватсоном. Оба персонажа являются рассказчиками; не могут сразу увидеть значение улик и событий, ведущих к разгадке преступления — таким образом, эти герои своеобразно «оттеняют» своих друзей для читателя. Кроме того, налицо и сходство биографий доктора Ватсона и капитана Гастингса: Гастингс — единственный близкий друг Пуаро, они некоторое время делят квартиру, когда бельгиец решает открыть своё детективное агентство. Также сходство мира Пуаро с миром Холмса усиливает наличие ещё одного персонажа — старшего инспектора Джеппа, близкого «литературного потомка» инспектора Лестрейда, персонажа произведений о Холмсе.
Эксперименты Кристи с повествованием от первого лица (особенно в «Убийстве Роджера Экройда») показывают, что писательница пыталась расширить границы детективного романа. В произведении «Десять негритят» (1939), одном из самых удачных, повествование переходит от одного персонажа к другому (в том числе к подозреваемым), таким образом, события предстают с разных точек зрения. Эволюция произведений Кристи показывает, что писательница всё-таки предпочла повествование от третьего лица.
Образ Гастингса изменяется от более ранних произведений к более поздним. Особенность Гастингса в том, что он обладает очень живым воображением: выдвигает самые фантастические гипотезы, которые вызывают у Пуаро только улыбку. Такую характеристику капитану даёт сам бельгиец в «Убийстве Роджера Экройда» (1926): «У меня был друг… друг, который многие годы никогда не покидал меня. Изредка он проявлял слабоумие. Других это пугало, а мне он был очень дорог. Можете себе представить, мне сейчас не хватает даже его глупости. Его наивности, его честного взгляда на мир, удовольствия обрадовать и удивить его каким-нибудь своим открытием…»
В более поздних произведениях Кристи уже нет места таким фантастическим случаям, как ранее, и необходимость в образе капитана Гастингса отпадает. Когда всё же возникает потребность в приятеле-ассистенте, эту роль в рассказах и романах Кристи исполняют:
- подозреваемый;
- мисс Лемон (секретарь Пуаро, в отличие от капитана Гастингса совершенно лишена воображения);
- м-р Саттервейт (великий наблюдатель человеческой природы, избегающий резких суждений);
- Ариадна Оливер (романистка; этому персонажу Кристи придала и некоторые свои черты, создав сатиру на саму себя);
- старший инспектор Джепп — полицейский из Скотланд-Ярда (в расследовании он раскрывает преступление с Пуаро);
- кто-либо ещё (доктор Ставрос Константин и мсье Бук в «Убийстве в Восточном экспрессе»).

Таким образом, хотя Гастингс и остаётся самым популярным из помощников Пуаро, тот факт, что он появляется лишь в 8 романах о Пуаро из 34, доказывает, что этот персонаж полностью выполнил литературные цели Кристи и потребность в нём отпала.

## Карьера
Гастингс и Пуаро познакомились в Бельгии за несколько лет до их встречи в Стайлз Корт (Эссекс) 16 июля 1917 г.; впоследствии капитан Гастингс появляется во многих рассказах. Они оставались друзьями вплоть до смерти Пуаро; хотя нет указаний на то, что они встречались в период между 1937 и 1975 годами, известно, что они виделись по крайней мере за год до смерти Пуаро.
Гастингс, не будучи великим детективом, тем не менее помогает Пуаро: бывший офицер Британской армии (служивший в годы Первой мировой войны), он очень смел и часто бывает полезен Пуаро в делах, требующих физической подготовки — например, в поимке и подчинении преступника. Пуаро иногда поддразнивает Гастингса из-за его несообразительности в расследованиях, но в целом наслаждается обществом капитана.
В двух романах Гастингс играет даже выдающуюся роль в разгадке преступлений, случайными фразами он наталкивает мысль Пуаро на верный путь:
в «Загадочном происшествии в Стайлзе» благодаря замечанию Гастингса о том, что надо выровнять вазы, детектив вдруг понимает, что кто-то их передвинул;
в «Убийствах по алфавиту» Гастингс предполагает, что неверный адрес на письме был указан умышленно, и это оказывается так. В начале романа «Смерть лорда Эджвера» в высшей степени здравые размышления Гастингса способны навести внимательного читателя (но не Пуаро, с которым он ими не поделился) на мысль о том, кто является подлинным убийцей.
Капитан Гастингс являет собой образчик настоящего английского джентльмена — возможно, не слишком сообразительного, но весьма чистоплотного в делах морали — он постоянно беспокоится о том, чтобы «играть честно»; это своеобразный атавизм викторианской эпохи.
В противоположность ему, Пуаро вполне может солгать, прочитать чужое письмо, подслушать какой-либо разговор, если это необходимо в интересах расследования. Подобные вещи капитана просто ужасают, и он никогда не соглашается делать их по просьбе детектива.
Капитан галантен; также он питает заметную слабость к женщинам с каштановыми волосами (из-за чего они с Пуаро иногда навлекают на себя неприятности). Несмотря на это предпочтение и вопреки своим викторианским идеям о браках между людьми одного социального положения, он влюбляется в темноволосую актрису мюзик-холла, певицу и акробатку Далси Дювин, с которой встречается во втором романе о Пуаро «Убийство на поле для гольфа». Кстати, детектив играет значительную роль в соединении пары. В итоге капитан Гастингс покупает ранчо в Аргентине и остаётся там жить.
В последующих произведениях Гастингс принимает участие в расследованиях Пуаро во время своих приездов в Англию из Аргентины. В «Большой четвёрке» члены международной шпионской организации угрожают Далси, и капитан Гастингс вынужден рискнуть жизнью Пуаро в обмен на её безопасность.
В целом, в произведениях о Пуаро мало деталей, касающихся Гастингса, вплоть до романа «Занавес: последнее дело Пуаро», действие которого происходит через много лет после указанных событий. Из него читатель узнаёт, что у капитана Гастингса и «Синдерс», или «Синдереллы» (Золушки), как он зовёт Далси, было четверо детей: два сына и две дочери. Один сын служит в Королевском флоте, пока другой сын с женой управляют ранчо после смерти Далси. Старшая дочь Грейс выходит замуж за офицера Британской армии, служащего в Индии, а младшая — Джудит, любимица отца, — является персонажем «Занавеса». Она вступает в брак с медицинским исследователем, доктором Джоном Франклином, и уезжает с ним в Африку. Возможно, капитан Гастингс женился во второй раз на Элизабет Литчфилд. Пуаро пишет в «Постскриптуме», что капитан должен был сделать это, но подтверждения этому в произведениях Кристи нет.

## Образ Гастингса в экранизациях
Изображён несколькими актёрами, в том числе:
- Роберт Морли (The Alphabet Murders (1965)),
- Саймон Уильямс (радиосериал "Эркюль Пуаро" (Смерть лорда Эджвера, Убийства по алфавиту, Загадка Эндхауза, Загадочное происшествие в Стайлзе и Безмолвный свидетель))
- Джонатан Сесил (Thirteen at Dinner (1985), Dead Man’s Folly (1986), Murder in Three Acts (1986))
- Хью Фрейзер (Пуаро Агаты Кристи (1989—2013))
- Дмитрий Крылов (Загадка Эндхауза (1989))

и некоторыми другими.

## Произведения с участием Гастингса
Гастингс представлен в большинстве коротких рассказов, но лишь в 8 романах, написанных до 1940 года.
- «Загадочное происшествие в Стайлзе» (The Mysterious Affair at Styles)
- «Пуаро ведёт следствие» (Poirot investigates)
- «Убийство на поле для гольфа» (Murder on the Links)
- «Большая четвёрка» (The Big Four)
- «Загадка Эндхауза» (Peril at End House)
- «Убийства по алфавиту» (The A.B.C. Murders)
- «Смерть лорда Эджвера» (Lord Edgware Dies — также Thirteen for Dinner)
- «Чёрный кофе (пьеса)» (Black Coffee) — пьеса, переделанная в роман
- «Безмолвный свидетель» (Dumb Witness)
- «Ранние дела Пуаро» (Poirot’s early cases)
- «Занавес. Последнее дело Пуаро» (Curtain: Poirot’s Last Case)